# Барака, Аджаму
Аджаму Барака (англ. Ajamu Baraka; род. 25 октября 1953, Чикаго, Иллинойс) — афроамериканский правозащитник, кандидат в вице-президенты США от Партии зеленых в 2016 году.
Является ассоциированным научным сотрудником в Институте политических исследований в Вашингтоне.
Барака входит в состав советов Center for Constitutional Rights, Africa Action, Latin American Caribbean Community Center, Diaspora Afrique и Mississippi Workers 'Center for Human Rights. Ранее он работал в Amnesty International (USA) и National Center for Human Rights Education.
С 2004 по 2011 гг. Барака был исполнительным директором US Human Rights Network. Он также преподавал политологию в Университете Кларк Атланта и Колледже Спелман.
В 1998 г. Барака был одним из 300 правозащитников, удостоенных участия в юбилейной конференции к 50-летию ВДПЧ под эгидой Генерального секретаря ООН Кофи Аннана. В 2001 г. был назван «аболиционистом года» Национальной коалицией за отмену смертной казни за его усилия положить конец казням в Соединенных Штатах.